# José María Larocca
José María Larocca (Wettingen, 1 de enero de 1969) es un jinete argentino que compite en la modalidad de salto ecuestre. Ganó dos medallas de plata en los Juegos Panamericanos, en los años 2015 y 2019.
Larocca representó a la Argentina en los Juegos Olímpicos de Tokio 2020 y en los París 2024.

## Palmarés internacional
| Juegos Panamericanos | Juegos Panamericanos | Juegos Panamericanos | Juegos Panamericanos |
| Año                  | Lugar                | Medalla              | Categoría            |
| -------------------- | -------------------- | -------------------- | -------------------- |
| 2015                 | Toronto (Canadá)     | Medalla de plata     | Por equipos          |
| 2019                 | Lima (Perú)          | Medalla de plata     | Individual           |